# Любовник моего мужа
«Любовник моего мужа» (англ. My Husband's Lover) — филиппинский телесериал, в главных ролях Карла Абельана, Том Родригес и Деннис Трильо. Он транслировался на телеканале GMA Network с 10 июня по 18 октября 2013 года.

## Сюжет
Винсент Сориано встречался с Лалли, когда они вместе учились в колледже, она забеременела, так что они женились и живут семьёй, воспитывая ребёнка. Однако Винсент хранит секрет от своей жены, что он гей, и когда бывший любовник Винсента, Эрик, встречается с ним, у них возобновляется роман, пока Лалли их не поймала на этом.

## В ролях

### Основные
- Карла Абельана — Эрик дель Мундо
- Том Родригес — Винсент Сориано
- Деннис Трильо — Лалли Агатеп-Сориано

### Второстепенные
- Панчо Маньо — Поль Сальседо
- Беттина Карлос — Вики Аранета
- Карел Маркес — Эвелин Агатеп
- Кевин Сантос — Дэнни
- Виктор Баса — Дэвид
- Глайдел Меркадо — Сандра Агатеп
- Чанда Ромеро — Соль дель Мундо
- Рой Винзон — Армандо Сориано
- Кух Ледесма — Элейн Сориано

### Случайные
- Антон Лимгенко — Диего «Диэгс» Сориано
- Илья Алехо — Ханны «Манчкин» Сориано